# Christina Voss
Christina Voß, ursprungligen Lange. född den 7 juli 1952 i Perleberg, Östtyskland, är en östtysk före detta handbollsspelare. Hon blev världsmästare1975.
Christina Voß flyttade tidigt till Weisen med sina föräldrar. I Wittenberge spelade hon handboll med BSG Lokomotiv Wittenberge fram till tionde klass i skolan. Hon flyttade sedan till idrottsskolan i Rostock. Christina Voß spelade sedan för SC Empor Rostock från 1971 till 1983. 1983 nådde hon finalen i Cupvinnarcupen med SC Empor Rostock.
Voss vann världsmästerskapet i handboll för damer 1975 med Östtyskland. Hon vann OS-silver i damernas turnering i samband med de olympiska handbollstävlingarna 1976 i Montréal. Hon spelade 79 landskamper för Östtyskland.

## Utmärkelser
Patriotiska förtjänstorden i brons.